# Лалієв Вадим Казбекович
Вадим Казбекович Лалієв (амх. Վադիմ Լալիև, рос. Вадим Казбекович Лалиев, ос. ос. Лалыты Казбекы фырт Вадим; нар. 15 грудня 1980, Цхінвалі, Південно-Осетинська автономна область, Грузинська РСР) — російський та вірменський борець вільного стилю осетинського походження, дворазовий бронзовий призер чемпіонату Європи. Майстер спорту міжнародного класу з вільної боротьби.

## Життєпис
Боротьбою почав займатися з 1987 року в Осетії, під керівництвом тренера Алана Техова. До 2004 року виступав за збірну Росії. У 1999 році став чемпіоном світу серед юніорів. Бронзовий призер чемпіонату Росії (2001 — до 85 кг). 2003 року у складі першої російської збірної здобув бронзову медаль чемпіонату Європи. Виступав за Російську армію і СК «Алани» (Владикавказ).
З 2006 року почав виступи за збірну Вірменії. Того ж року у її складі удруге став бронзовим призером чемпіонату Європи.
Тренер — олімпійський чемпіон, заслужений тренер СРСР і Росії Роман Дмитрієв.
Завершив спортивну кар'єру в 2011 році.
Випускник Північно-Осетинського державного університету.
З 2011 року — тренер молодіжної збірної команди Росії з вільної боротьби.

## Родина
Старший брат Вадима — Геннадій Лалієв також є борцем вільного стилю високого класу, бронзовий призер чемпіонату світу, дворазовий бронзовий призер чемпіонатів Азії, володар Кубку Азії, срібний призер Східноазійських ігор, срібний призер Олімпійських ігор у складі збірної Казахстану. Заслужений майстер спорту Республіки Казахстан, майстер спорту Росії міжнародного класу з вільної боротьби.

## Спортивні результати на міжнародних змаганнях

### Виступи на Чемпіонатах світу
| Змагання                        | Збірна   | Вагова категорія          | Місце |
| ------------------------------- | -------- | ------------------------- | ----- |
| Чемпіонат світу з боротьби 2006 | Вірменія | вільна боротьба, до 84 кг | 5     |
| Чемпіонат світу з боротьби 2007 | Вірменія | вільна боротьба, до 84 кг | 31    |
| Чемпіонат світу з боротьби 2010 | Вірменія | вільна боротьба, до 84 кг | 9     |

### Виступи на Чемпіонатах Європи
| Змагання                         | Збірна   | Вагова категорія          | Місце  |
| -------------------------------- | -------- | ------------------------- | ------ |
| Чемпіонат Європи з боротьби 2003 | Росія    | вільна боротьба, до 84 кг | Бронза |
| Чемпіонат Європи з боротьби 2004 | Росія    | вільна боротьба, до 84 кг | 7      |
| Чемпіонат Європи з боротьби 2006 | Вірменія | вільна боротьба, до 84 кг | Бронза |
| Чемпіонат Європи з боротьби 2007 | Вірменія | вільна боротьба, до 84 кг | 18     |
| Чемпіонат Європи з боротьби 2008 | Вірменія | вільна боротьба, до 84 кг | 5      |

### Виступи на інших змаганнях
| Змагання                                | Збірна   | Вагова категорія          | Місце  |
| --------------------------------------- | -------- | ------------------------- | ------ |
| Чемпіонат Росії з вільної боротьби 1998 | Росія    | вільна боротьба, до 85 кг | 4      |
| Чемпіонат Росії з вільної боротьби 1999 | Росія    | вільна боротьба, до 85 кг | Бронза |
| Чемпіонат Росії з вільної боротьби 2002 | Росія    | вільна боротьба, до 84 кг | 6      |
| Чемпіонат Росії з вільної боротьби 2003 | Росія    | вільна боротьба, до 84 кг | 4      |
| Турнір Дмитра Коркіна 2009              | Вірменія | вільна боротьба, до 96 кг | Срібло |
| Кубок Тахті 2010                        | Вірменія | вільна боротьба, до 84 кг | 9      |

### Виступи на змаганнях молодших вікових груп
| Змагання                                      | Збірна | Вагова категорія          | Місце  |
| --------------------------------------------- | ------ | ------------------------- | ------ |
| Чемпіонат світу з боротьби серед юніорів 1999 | Росія  | вільна боротьба, до 85 кг | Золото |